# 아가타 부제크
아가타 브로니스와바 부제크(폴란드어: Agata Bronisława Buzek, 1976년 9월 20일~)는 폴란드의 배우, 모델이다. 폴란드의 총리, 유럽 의회 의장을 역임한 정치인인 예지 부제크의 딸이기도 하다. 2010년 폴란드 영화상 여우주연상 수상자이다.

## 출연 작품
- 복수 (2003, Zemsta)
- Wiedźmin (2002)
- 집으로 (2004, I'll Be Home Soon) - 단편
- 소용돌이 속에서 (2008, Within the Whirlwind) - 레나 역
- 리버스 (2009, Rewers) - 사바나 잔코스카 역
- 레나 (2011, Lena)- 단카 역
- 인 어 베드룸 (2012, W sypialni)- 클라우디아 역
- 허밍버드 (2013) - 크리스티나 역
- 리턴 (2013, Powrót) - 모니카 말렉카 역 (단편)
- 포린 바디 (2014, Obce ciało)
- 11분 (2015, 11 minut)
- 퍼포머 (2015, Performer)
- 아뉴스 데이 (2016)
- 하이 라이프 (2018)
- 펄 (2018, Pearl)
- 마르쿠스의 비밀 (2020, Bedre)
- 비밀의 잠 (2020, Schlaf)
- 애프터 블루 (더티 파라다이스) (2021, After Blue (Paradis sale))
- 마이 원더풀 라이프 (2021, Moje wspaniałe życie)